# Загребелля (Кременчуцький район)
Загребе́лля —  село в Україні, у Козельщинській селищній громаді Кременчуцького району Полтавської області. Населення становить 33 осіб. До 2017 орган місцевого самоврядування — Хорішківська сільська рада.

## Географія
Село Загребелля знаходиться на лівому березі річки Псел, вище за течією на відстані 1,5 км розташоване село Говтва, нижче за течією на відстані 3 км розташоване село Хорішки, на протилежному березі - село Приліпка. Селом протікає пересихаючий струмок.

## Історія
12 червня 2020 року, відповідно до розпорядження Кабінету Міністрів України № 721-р «Про визначення адміністративних центрів та затвердження територій територіальних громад Полтавської області», село увійшло до складу Козельщинської селищної громади.
19 липня 2020 року, в результаті адміністративно - територіальної реформи та ліквідації Козельщинського району, село увійшло до складу новоутвореного Кременчуцького району.

## Відомі люди
- Вітер Денис Федорович (нар.1906 — †1987) - повний кавалер ордена Слави.[3]